# Schefflera macgregorii
Schefflera macgregorii är en araliaväxtart som beskrevs av Elmer Drew Merrill. Schefflera macgregorii ingår i släktet Schefflera och familjen araliaväxter. Inga underarter finns listade.